# میکل پونگ
میکل پونگ (استونیایی: Mihkel Pung; ۱۹ اکتبر ۱۸۷۶ – ۱۱ اکتبر ۱۹۴۱) سیاست‌مدار اهل استونی بود.
وی در سال ۱۹۱۹ رئیس بانک مرکزی استونی، در سال ۱۹۳۲ وزیر امور خارجه استونی و از سال ۱۹۳۸ تا ۱۹۴۰ سخنگو مجلس استونی بوده‌است.